# 五濁
五濁是一个佛教術語，指五種渾濁不淨之法，包括1劫濁、2見濁、3煩惱濁、4眾生濁、5命濁，合稱五濁。充满这五种不淨的世界称为五濁惡世。

## 概述

### 劫濁
劫濁：三災起時，更相殺害，眾生飢饉，種種疾病，此謂劫濁。有謂某世界於成住壞空，乃至年月日時長短劫中，遍虛空中未凝四大，虛妄見分渾沌未開為六根，一片昏鈍，說為劫濁。
- 參考：劫

### 見濁
見濁：有情於劫濁中起諸妄情，欲覺見知六塵，乃攝四大成有根身，依於地大質礙，由見聞覺知等羅織水火風空，由是見聞嗅嚐覺觸雍滯，不得通流，有情妄覺遂分六根，從此起諸妄知妄覺妄見，是名見濁。

- 參考：見惑

### 煩惱濁
煩惱濁：謂無始來憶識誦習，於自本性中發起妄見知覺，此妄知覺不離六塵，因六塵起；若離六塵，即無妄知覺相；眾生不了覺性本一，於六塵中互相交織熏習；本非有六，唯一精明；眾生以不了故，於六根六塵中，生諸煩惱，名煩惱濁。

- 參考：煩惱

### 眾生濁
眾生濁：一切凡夫有情心識念念不停，常欲留於世間起知見聞觸等，以是業習所引，十方國土遷流受生，各種各類群聚而生，互相為緣，輪轉生死，增益妄情難以止息，名為眾生濁。

- 參考：有情

### 命濁
命濁：一切有情見聞覺知本一精明，執六塵相及以六根，遂成六用；而體性本自相通，元無差異，然以四大五根妄覺執著及與意根執妄覺知，遂使諸根成界；雖性相通，而於六塵之用相隔，以妄情四大交織，成此身命六用隔越，不能返源歸一，謂為命濁。
以五濁故，引生火水風災及饑饉劫、刀兵劫、疫劫等，十方國土民不聊生，是為國土亂。